# The Vamps
The Vamps é uma banda britânica de pop e pop rock consistente em Brad Simpson (vocal principal e guitarra), James McVey (guitarra principal, piano e vocal), Connor Ball (baixo e vocal) e Tristan Evans (bateria e vocal). Eles ganharam fama em 2012 cantando música cover no YouTube, levando comparações com o One Direction e sendo rotulada como boy band. Eles assinaram com a Mercury Records, em novembro de 2012.
Os The Vamps deu suporte a banda McFly no seu Memory Lane Tour no início de 2013. Eles também desempenharam em diversos festivais em todo o Reino Unido como ato de suporte para bandas como The Wanted, JLS, Little Mix, e Lawson.
Em 29 de setembro de 2013, o The Vamps lançou seu primeiro single "Can We Dance", que estreou na posição de número dois no UK Singles Chart. Seu segundo single "Wild Heart", foi lançado em 18 de janeiro de 2014 e chegou ao número três na mesma parada. Seu terceiro single "Last Night" foi lançado nas rádios do Reino Unido em 24 de fevereiro de 2014 e estreou em 6 de abril de 2014. O álbum de estreia, Meet the Vamps, foi lançado em 14 de abril de 2014. Em fevereiro de 2014, a banda lançou "Wild Heart", como seu single de estreia nos Estados Unidos e Canadá.
Em 16 de outubro de 2020 a banda lançou seu quinto álbum: Cherry Blossom, que em 23 de outubro de 2020 alcançou a posição de número um no Official Albums Chart

## História

### 2011–12: Formação
Em 2011, James McVey já havia sido gerenciado por Richard Rashman e Joe O'Neill da Prestige Management. Decidido que queria formar uma banda, McVey descobriu posteriormente Brad Simpson através do YouTube. Juntos, o par escreveu canções para os meses posteriores de 2011, com Simpson, tornando-se posteriormente o vocalista. Em 2012, Simpson e McVey conheceram Tristan Evans através do Facebook. Em meados de 2012, a banda começou a fazer upload das canções para seu canal no YouTube. Em outubro eles estavam sendo descritos como uma nova boy band, com atenção especial para a performance no YouTube de "Live While We're Young" do One Direction. O suporte dos fãs ajudou a trazê-los a uma ampla atenção.

### 2013–14:Meet the Vamps,Somebody To Youe avanço
Em 22 de julho de 2013, a banda enviou sua primeira canção original, "Wildheart" (mais tarde intitulada de "Wild Heart"), para sua conta no YouTube; o vídeo, recebeu mais de 46.000 visualizações nos dois primeiros dias. Em 6 de agosto de 2013, eles lançaram o videoclipe da música para o seu single de estreia "Can We Dance", que recebeu mais de 1 milhão de visualizações dentro de duas semanas. "Can We Dance" foi lançado em 29 de setembro de 2013 e estreou na posição de número dois na parada UK Singles Chart em 6 de outubro de 2013; batendo a posição de número dois do OneRepublic com a canção "Counting Stars", que vendeu mais de 1.250 cópias. Em 19 de novembro de 2013, a banda anunciou que iria lançar seu álbum de estreia em torno da Páscoa. Em 22 de novembro de 2013, o The Vamps anunciou que seu segundo single seria "Wild Heart". A canção recebeu o sua primeira transmissão três dias depois e foi lançado em 19 de janeiro de 2014, atingindo o pico de número três no UK Singles Chart na semana seguinte.
Em 13 de março de 2014, o The Vamps anunciou que o álbum seria lançado em 14 de abril de 2014. Em 22 de março, foi revelado que o álbum seria intitulado de Meet the Vamps. Em 6 de abril, eles lançaram "Last Night", como o terceiro single do álbum. Ele estreou no número dois no Reino Unido. Em 17 de abril, Meet the Vamps estreou no número dois na Irish Albums Chart, não entrado no topo por Caustic Love de Paolo Nutini. O mesmo álbum derrotou o The Vamps no número um no UK Albums Chart.
Em maio de 2014, foi anunciado que o The Vamps estaria fazendo uma aparição na soap opera, Hollyoaks em 14 de maio de 2014. Foi divulgado um clipe teaser sobre a aparição da banda na série no YouTube. Eles estavam vendo uma foto com Peri Lomax (Ruby O'Donnell) de como ela iria para o seu show com Sienna Blake (Anna Passey).
Em agosto de 2014, o The Vamps lançou um EP de estreia na América do Norte intitulado Somebody To You, que incluía seu single de trabalho no momento "Somebody to You" com a participação de Demi Lovato, duas canções originais do álbum Meet The Vamps e dois covers em sua versão digital, tendo variações na lista de faixas em versões físicas exclusivas para as lojas Claire's, Justice, a loja virtual da própria banda e os CDs vendidos nos shows da turnê de Austin Mahone (contendo de quatro a sete faixas).
Em 12 de outubro do mesmo ano, The Vamps lançou "Oh Cecilia (Breaking My Heart)" como o quinto single de seu álbum, numa versão inédita com participação do cantor canadense Shawn Mendes. A faixa atingiu a nona posição no UK Singles Chart, sendo o quinto top 10 consecutivo da banda. O single tinha como B-Side a faixa "Hurricane", canção para o filme Alexandre e o Dia Terrível, Horrível, Espantoso e Horroroso. Os videoclipes para cada uma das duas faixas haviam sido lançados cerca de um mês antes.
Em 4 de novembro, o álbum Meet the Vamps foi oficialmente lançado na América do Norte e em 1 de dezembro, ainda em 2014, foi feito o relançamento do álbum chamado Meet the Vamps (Christmas Edition) contendo 8 faixas bônus de natal e sendo disponibilizado no mundo inteiro com exceção dos Estados Unidos e do México.

### 2015-2016:Steady RecordseWake Up
Em fevereiro de 2015, o The Vamps anunciou ter fundado sua própria gravadora nos Estados Unidos em parceria com a Universal Music e a EMI Records, tendo entre seus contratados a banda americana The Tide. Somente em outubro do mesmo ano foi revelado que a gravadora se chamaria Steady Records.
No dia 15 de setembro de 2015, a banda anunciou seu mais novo single "Wake Up", lançado em 02 de outubro do mesmo ano, seu segundo álbum também chamado "Wake Up", que foi lançado em 27 de novembro, além de fanfests pela Europa e uma turnê mundial chamada "Wake Up World Tour" que começou em janeiro de 2016. A canção atingiu a 12ª posição do UK Singles Chart e o álbum estreiou na 10ª posição do UK Albums Chart, vendendo mais de 27 mil cópias no país na mesma semana. O segundo single do álbum, "Rest Your Love", foi lançado no mesmo dia que o álbum porém não entrou para nenhum chart.
Em dezembro de 2015, The Vamps anunciou ter contratado a banda britânica New Hope Club e que a mesma abriria os shows da turnê no Reino Unido em 2016.
Em 1 de abril de 2016, I Found A Girl foi lançada como terceiro single do álbum, contando com a participação do rapper jamaicano Omi. A canção atingiu a 30ª posição no UK Singles Chart.

### 2016-presente:The Vamps: Our Story 100% OfficialeNight & Day
No dia 07 de outubro do mesmo ano, The Vamps anunciou através de uma livestream no Facebook que o primeiro single de seu terceiro álbum de estúdio, ambos na época sem nomes divulgados, seria lançado no dia 14 do mesmo mês, com uma amostra exclusiva indo ao ar na rádio Capital FM no dia anterior. No mesmo dia, começaram a ser postadas dicas sobre o single nas redes sociais e no Spotify da banda, ao mesmo estilo das dicas que foram postadas em outubro de 2015 para o single e álbum "Wake Up". Também foi divulgado que o álbum sairia no verão de 2017. No dia 12 do mesmo mês, a banda anunciou durante uma livestream que o single se chamaria "All Night" e seria uma colaboração com o DJ norueguês Matoma. A canção atingiu a 24ª posição no UK Singles Charts, a 6ª posição no IRMA, 13ª na VG-Lista, 12ª na RMNZ e garantiu a primeira entrada da banda na Canadian Hot 100, atingindo a 72ª posição. Além de ser o single com mais entradas em paradas musicais da banda, também se tornou o que possui mais certificações e atingiu mais de 200 milhões de execuções no spotify, sendo também a canção mais executada deles até o momento.
No dia 20 de outubro, The Vamps lançou sua autobiografia, intitulada The Vamps: Our Story 100% Official, que havia sido anunciada meses antes.
"Middle Of The Night", colaboração com o DJ dinamarquês Martin Jensen foi anunciada como segundo single do terceiro álbum da banda em 21 de abril de 2017 e foi lançada em 28 de abril de 2017, mesmo dia em que a Middle Of The Night Tour começou.
Ainda no dia 28 de abril de 2017, foi anunciado durante o próprio show da banda, que o terceiro álbum de estúdio se chamaria Night & Day e seria dividido em duas partes. A primeira, Night Edition, foi lançada em 14 de julho de 2017 e a segunda, Day Edition, em 13 de julho de 2018.

## Estilo
Eles foram rotulados uma boy band desde sua primeira aparição no final de 2012, o rótulo continuou a ser aplicado em 2014. A banda não concorda com os estereótipos, apontando para o fato de que eles formaram por si mesmos—eles não são o produto de um produtor musical—e que eles tocam seus próprios instrumentos.

## Integrantes
- Brad Simpson - Vocal principal, violão, guitarra de apoio, piano, teclado, e ocasionalmente ukulele e bateria
- James McVey - Vocal de apoio, violão, guitarra principal e ocasionalmente vocal principal
- Connor Ball - Vocal de apoio, baixo e ocasionalmente guitarra, violão, ukulele e vocal principal
- Tristan Evans -  Vocal de apoio e bateria

## Discografia
- Meet the Vamps (2014)
- Wake Up (2015)
- Night & Day (Night Edition) (2017)
- Night & Day (Day Edition) (2018)
- Cherry Blossom (2020)

## Turnês

### Principal
- Meet the Vamps Tour (2014)
- The Vamps Asia-Pacific 2015 Tour (2015)
- The Vamps 2015 UK Arena Tour (2015)
- The Vamps Summer Tour 2015 (2015)
- Wake Up World Tour (2016)
- Middle Of The Night Tour (2017)
- Night & Day Tour (2018)
- Four Corners Tour (2019)
- The Cherry Blossom Tour (2021)

### Suporte
- McFly - Memory Lane Tour (2013)[5]
- Selena Gomez - Stars Dance Tour (Reino Unido, 7 e 8 de setembro de 2013)[36]
- Taylor Swift - Red Tour (shows em Londres, Reino Unido, fevereiro de 2014)[37]
- R5 - Louder World Tour (show em Brirmingham, março de 2014)
- The Wanted - Word of Mouth Tour (Reino Unido e Irlanda, 12 a 31 março e 1 de abril de 2014)[38]
- Austin Mahone - The Secret Tour (América do Norte, julho e agosto 2014)
- Little Mix - The Glory Days Tour (Europa, maio e junho de 2017)[39]